# Aleksander Oszacki
Aleksander Oszacki (ur. 22 czerwca 1883 w Krakowie, zm. 20 listopada 1945 tamże) – polski lekarz, członek Polskiej Akademii Umiejętności, profesor medycyny wewnętrznej UJ.

## Życiorys
Był synem Stanisława i Aleksandry z Grzegorzewskich. W 1902 ukończył Gimnazjum św. Anny w Krakowie i zapisał się na studia na Wydziale Lekarskim Uniwersytetu Jagiellońskiego. W 1908 otrzymał tytuł doktora wszech nauk lekarskich. Pod koniec studiów pracował od 1907 pracował w oddziale chorób wewnętrznych Szpitala św. Łazarza i w tym samym roku rozpoczął pracę jako asystent w Zakładzie Chemii Lekarskiej. Następnie w latach 1910–1914 pracował i prowadził badania w szpitalach w Innsbrucku i Wiedniu. W chwili wybuchu wojny został powołany do armii austriackiej jaki lekarz batalionowy przy 13 pułku piechoty. 6 sierpnia 1920 roku został zatwierdzony z dniem 1 kwietnia 1920 roku w stopniu majora lekarza, w korpusie lekarskim, w grupie oficerów byłej armii austro-węgierskiej. Był wówczas czasowo zwolniony z czynnej służby. Z powodu złego stanu zdrowia został zwolniony ze służby i w latach 1916–1921 pełnił funkcję ordynatora oddziału wewnętrznego szpitala garnizonowego w Krakowie. W 1920 habilitował się na UJ na podstawie pracy Energetyczne wskaźniki sprawności krążenia i od tego czasu pracował na UJ jako wykładowca nauki o chorobach przemiany materii i prowadził ćwiczenia z chemii i mikroskopii. W 1923 roku był oficerem rezerwy 10 batalionu sanitarnego w Przemyślu. Kierował założoną przez siebie Stacją Chorób Serca i Narządów Krążenia Ubezpieczalni Społecznej w Krakowie, był założycielem pracowni badań raka i autorem prac z zakresu metabolizmu, patologii nowotworów i cukrzycy, a także kardiologii. Kierował od 1931 oddziałem Ib Szpitala św. Łazarza. W 1934 roku jako major ze starszeństwem z dniem 1 czerwca 1919 roku i 50. lokatą w korpusie oficerów rezerwy sanitarnych, grupa lekarzy, pozostawał w ewidencji Powiatowej Komendy Uzupełnień Kraków Miasto. Posiadał przydział do Kadry Zapasowej 5 Szpitala Okręgowego w Krakowie. W 1934 r. został mianowany profesorem tytularnym Wydziału Lekarskiego UJ. Jako pierwszy w Polsce prowadził terapię przy użyciu penicyliny i gazoterapię.
6 listopada 1939 roku wraz z innymi profesorami został aresztowany w ramach Sonderaktion Krakau i wywieziony do obozu koncentracyjnego Sachsenhausen. Po trzech miesiącach w lutym 1940 powrócił do Krakowa. Wcześniej zajmowanego stanowiska nie odzyskał, ale otworzył przy Ubezpieczalni Społecznej nową placówkę kardiologiczną. Po wyzwoleniu Krakowa powrócił do swojego stanowiska w Szpitalu św. Łazarza. W lipcu 1945 roku został członkiem korespondentem PAU. Otrzymał również nominację na stanowisko kierownika II Kliniki Chorób Wewnętrznych Uniwersytetu Wrocławskiego nie zdążył objąć tego stanowiska z powodu śmierci. Odznaczony Krzyżem Oficerskim Orderu Odrodzenia Polski. Pochowany został na cmentarzu Salwatorskim (sektor SC9, rząd C, miejsce 8)

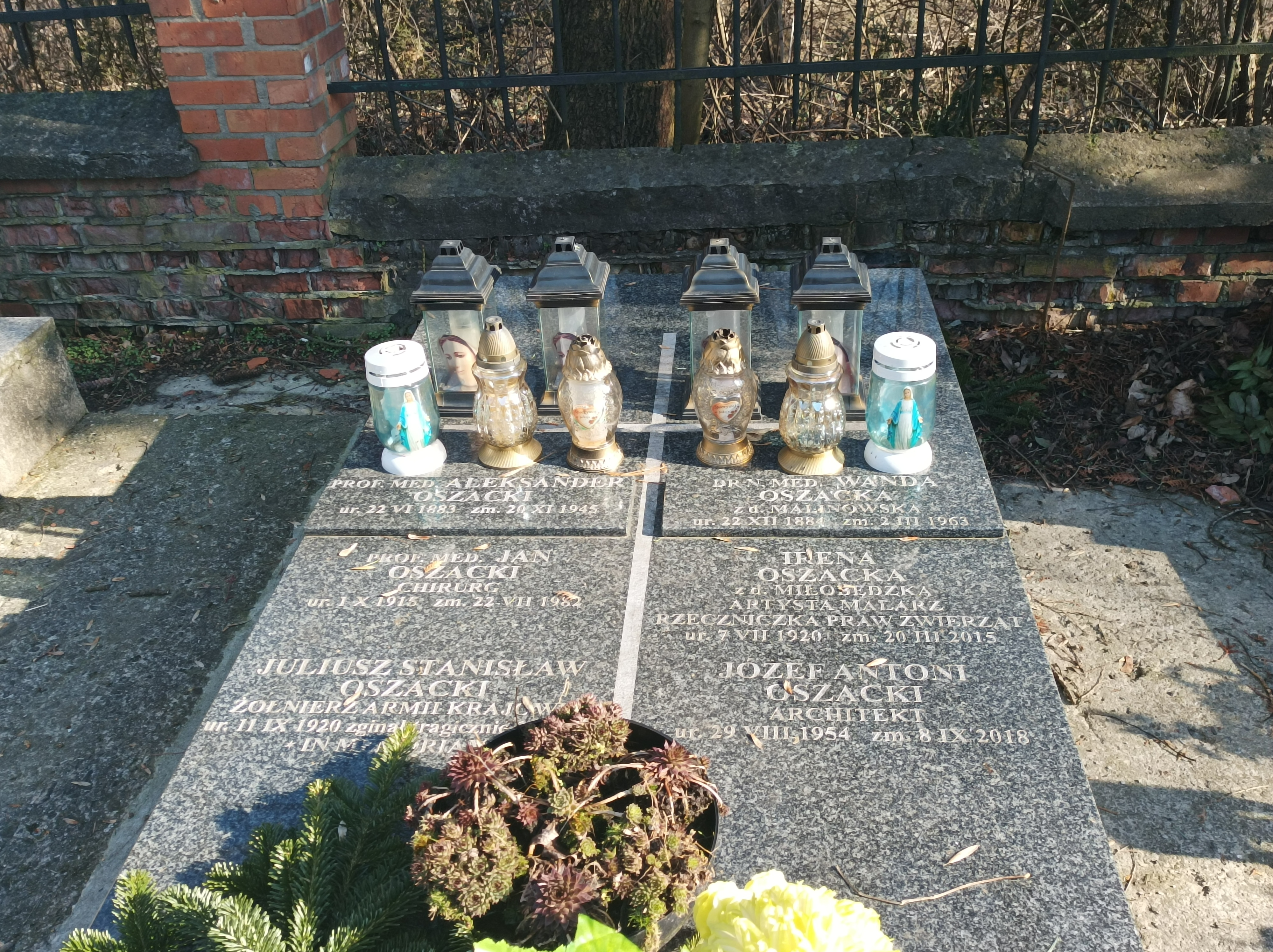
Grób Jana i Aleksandra Oszackich na Cmentarzu Salwatorskim

Jego nowatorstwo w pracach badawczych wywierało olbrzymi wpływ na otoczenie naukowe. Dorobek naukowy Aleksandra Oszackiego obejmuje 42 publikacje m.in. Choroby przemiany materii i energii u człowieka, z Edwardem Szczeklikiem Studium o zespole płucno-sercowym.
Lekarzami zostali także jego syn Jan Oszacki (1915–1982) oraz bratanek Jerzy Oszacki (zmarły tragicznie w 1939 w wypadku w Szpitalu Uniwersyteckim św. Łazarza w Krakowie).